# Ключборк (гмина)
Ключборк (пол. Kluczbork) — городско-сельская гмина (волость) в Польше, входит как административная единица в Ключборкский повет, Опольское воеводство. Население — 37 036 человек (на 2011 год).

## Демография
Данные по переписи 2011 года:
| Перепись            | Всего  | Мужчины | Женщины |
| ------------------- | ------ | ------- | ------- |
| Всего               | 37 036 | 17 853  | 19 183  |
| Городское население | 24 819 | 11 880  | 12 939  |
| Сельское население  | 12 217 | 5973    | 6244    |

## Сельские округа
1. Бажаны
2. Бонкув
3. Бядач
4. Богацица
5. Богацка-Шклярня
6. Богданьчовице
7. Борковице
8. Готартув
9. Краскув
10. Кшивизна
11. Куяковице-Дольне
12. Куяковице-Гурне
13. Кунюв
14. Лигота-Дольна
15. Лигота-Гурна
16. Ловковице
17. Мацеюв
18. Нова-Богацица
19. Смарды-Дольне
20. Смарды-Гурне
21. Старе-Чапле
22. Унешув
23. Жабинец
24. Лигота-Замецка
25. Чапле-Вольне
26. Пшибковице

## Соседние гмины
1. Гмина Бычина
2. Гмина Гожув-Слёнски
3. Гмина Лясовице-Вельке
4. Гмина Мурув
5. Гмина Олесно